# Disney's Friends for Change
Disney's Friends for Change was een televisieprogramma in Nederland en Vlaanderen, dat kinderen en ouderen informeerde over het milieu en over hoe ze kunnen bijdragen aan een beter milieu. In de Verenigde Staten en andere landen was Disney's Friends for Change elk jaar op Disney Channel, in Nederland en Vlaanderen slechts eenmalig in 2010 op zowel Disney Channel als Disney XD (voor Nederland).
In 2017 keerde Disney's Friends for Change echter terug op de Disney Channel in Nederland en Vlaanderen onder de titel Earth Day.